# 話語和通訊
《話語和通訊》（Discourse & Communication）是一份2007年起出版的英語社會科學學術期刊，由SAGE Publications出版，現任主編是龐貝法布拉大學語言學教授托伊恩·凡·迪克（Teun A. van Dijk）。該期刊收錄以篇章分析方法進行通訊、社交溝通（social communication）研究的論文。
根據《期刊引證報告》數據顯示，《話語和通訊》2011年時的影響因子是0.939，在72份通訊期刊中排名第31。

## 領域
《話語和通訊》主要收錄跨領域話語或通訊研究文章，尤其著重以質性研究方法對大型、組織性通訊現象進行篇章分析的論文。至於其它話語研究，尤其是會話分析（conversation analysis）的文章，則被收錄在姊妹期刊《論述研究》中；從社會、政治角度進行通訊研究的文章，則被收錄在《話語和社會》中。

## 外部連結
- 《話語和通訊》在出版社官網的介紹 （页面存档备份，存于） （英文）